# Ferdinando Hastings, VI conte di Huntingdon
Ferdinando Hastings, VI conte di Huntingdon (18 gennaio 1609 – 13 febbraio 1655), è stato un nobile e politico inglese.

## Biografia
Era il figlio di Henry Hastings, V conte di Huntingdon, e di sua moglie, Lady Elizabeth Stanley, figlia di Ferdinando Stanley, V conte di Derby.

## Carriera
Fu deputato per Leicestershire (1625 e nel 1628-1629).

## Matrimonio
Sposò, il 7 agosto 1623, Lucy Davies (20 gennaio 1612-14 novembre 1679), figlia di Sir John Davies ed Eleanor Touchet. Ebbero nove figli:
- Lady Mary, sposò Sir William Jolliffe, ebbero una figlia;
- Lady Elizabeth (?-28 marzo 1664), sposò Sir James Langham, II baronetto, non ebbero figli;
- Lady Alice;
- Lady Eleanor;
- Lady Christiana (?-1681);
- Lord Henry (16 gennaio 1630-24 giugno 1649);
- Lord John (3 agosto 1632-1639);
- Lord Ferdinando (16 febbraio 1637-8 maggio 1647);
- Theophilus Hastings, VII conte di Huntingdon (10 dicembre 1650-30 maggio 1701).

La residenza di famiglia, Ashby de la Zouch Castle, fu distrutta dalle truppe di Oliver Cromwell durante la guerra civile inglese, nel 1646.

## Morte
Morì il 13 febbraio 1655 di vaiolo.

## Ascendenza
|                                             |                                  |                                    | Genitori                               |  |  | Nonni |  |  | Bisnonni                                |  |  | Trisnonni                                |  |
|                                             |                                  |                                    |                                        |  |  |       |  |  | George Hastings, IV conte di Huntingdon |  |  | Francis Hastings, II conte di Huntingdon |  |
|                                             |                                  |                                    |                                        |  |  |       |  |  | George Hastings, IV conte di Huntingdon |  |  | Francis Hastings, II conte di Huntingdon |  |
|                                             |                                  | Catherine Pole                     |                                        |  |  |       |  |  | George Hastings, IV conte di Huntingdon |  |  |                                          |  |
| Francis Hastings, barone Hastings           |                                  |                                    |                                        |  |  |       |  |  | George Hastings, IV conte di Huntingdon |  |  |                                          |  |
|                                             |                                  | Dorothy Port                       | John Port                              |  |  |       |  |  |                                         |  |  |                                          |  |
|                                             |                                  | Dorothy Port                       | John Port                              |  |  |       |  |  |                                         |  |  |                                          |  |
|                                             |                                  | Dorothy Port                       | Elizabeth Giffard                      |  |  |       |  |  |                                         |  |  |                                          |  |
| Henry Hastings, V conte di Huntingdon       |                                  | Dorothy Port                       |                                        |  |  |       |  |  |                                         |  |  |                                          |  |
|                                             |                                  | James Harington                    | John Harington                         |  |  |       |  |  |                                         |  |  |                                          |  |
|                                             |                                  | James Harington                    | John Harington                         |  |  |       |  |  |                                         |  |  |                                          |  |
|                                             |                                  | James Harington                    | Elizabeth Moton                        |  |  |       |  |  |                                         |  |  |                                          |  |
| Sarah Harrington                            |                                  | James Harington                    |                                        |  |  |       |  |  |                                         |  |  |                                          |  |
|                                             |                                  | Lucy Sydney                        | William Sidney                         |  |  |       |  |  |                                         |  |  |                                          |  |
|                                             |                                  | Lucy Sydney                        | William Sidney                         |  |  |       |  |  |                                         |  |  |                                          |  |
|                                             |                                  | Lucy Sydney                        | Anne Pakenham                          |  |  |       |  |  |                                         |  |  |                                          |  |
| Ferdinando Hastings, VI conte di Huntingdon |                                  | Lucy Sydney                        |                                        |  |  |       |  |  |                                         |  |  |                                          |  |
|                                             | Henry Stanley, IV conte di Derby | Edward Stanley, III conte di Derby |                                        |  |  |       |  |  |                                         |  |  |                                          |  |
|                                             | Henry Stanley, IV conte di Derby | Edward Stanley, III conte di Derby |                                        |  |  |       |  |  |                                         |  |  |                                          |  |
|                                             | Henry Stanley, IV conte di Derby | Dorothy Howard                     |                                        |  |  |       |  |  |                                         |  |  |                                          |  |
| Ferdinando Stanley, V conte di Derby        | Henry Stanley, IV conte di Derby |                                    |                                        |  |  |       |  |  |                                         |  |  |                                          |  |
|                                             |                                  | Margaret Clifford                  | Henry Clifford, II conte di Cumberland |  |  |       |  |  |                                         |  |  |                                          |  |
|                                             |                                  | Margaret Clifford                  | Henry Clifford, II conte di Cumberland |  |  |       |  |  |                                         |  |  |                                          |  |
|                                             |                                  | Margaret Clifford                  | Eleanor Brandon                        |  |  |       |  |  |                                         |  |  |                                          |  |
| Elizabeth Stanley                           |                                  | Margaret Clifford                  |                                        |  |  |       |  |  |                                         |  |  |                                          |  |
|                                             |                                  | John Spencer                       | William Spencer                        |  |  |       |  |  |                                         |  |  |                                          |  |
|                                             |                                  | John Spencer                       | William Spencer                        |  |  |       |  |  |                                         |  |  |                                          |  |
|                                             |                                  | John Spencer                       | Susan Knightley                        |  |  |       |  |  |                                         |  |  |                                          |  |
| Alice Spencer                               |                                  | John Spencer                       |                                        |  |  |       |  |  |                                         |  |  |                                          |  |
|                                             |                                  | Katherine Kitson                   | Thomas Kitson                          |  |  |       |  |  |                                         |  |  |                                          |  |
|                                             |                                  | Katherine Kitson                   | Thomas Kitson                          |  |  |       |  |  |                                         |  |  |                                          |  |
|                                             |                                  | Katherine Kitson                   | Margaret Donnington                    |  |  |       |  |  |                                         |  |  |                                          |  |
|                                             |                                  | Katherine Kitson                   |                                        |  |  |       |  |  |                                         |  |  |                                          |  |